# Moissy-Cramayel
Moissy-Cramayel är en kommun i departementet Seine-et-Marne i regionen Île-de-France i norra Frankrike. Kommunen ligger i kantonen Combs-la-Ville som tillhör arrondissementet Melun. År 2022 hade Moissy-Cramayel 18 498 invånare.

## Befolkningsutveckling
Antalet invånare i kommunen Moissy-Cramayel
| Referens: INSEE |